# Broto
Broto è un comune spagnolo di 531 abitanti situato nella comunità autonoma dell'Aragona.

Fa parte della comarca del Sobrarbe.